# András Adorján
Pour les articles homonymes, voir András Adorján (flûtiste) et Adorjan (homonymie).
Dans le nom hongrois Adorján András, le nom de famille précède le prénom, mais cet article utilise l’ordre habituel en français András Adorján, où le prénom précède le nom.
András Adorján est un joueur d'échecs hongrois né le 31 mars 1950 à Budapest et mort le 11 mai 2023. Grand maître international, il est un auteur de livres d’échecs.

## Carrière aux échecs
András Adorján remporte la médaille d'argent au championnat d'Europe d'échecs junior lors du tournoi Niemeyer 1967-1968 (derrière Anatoli Karpov, il apparaît sous le nom András Jocha), puis la médaille d'argent au championnat du monde d'échecs junior 1969 (toujours derrière Anatoli Karpov). En 1969-1970, il remporte le  championnat d'Europe d'échecs junior. Il devient maître international en 1970, puis grand maître en 1973.
Il finit deuxième du championnat de Hongrie en 1972, puis  1er-3e en 1973 (deuxième après un tournoi de départage), puis remporte le championnat national en 1984, 1992 et 1993. Il gagne de nombreux tournois internationaux : Varna en 1972, Osijek en 1978, Budapest en 1982, Gjovik en 1983, Esbjerg en 1985 et l’open de New York en 1987.
Au tournoi interzonal de Riga en 1979, il se classe troisième, ce qui lui permit de participer au tournoi des candidats de 1980, qualificatif pour le championnat du monde d'échecs 1981. Lors du quart de finale du tournoi des candidats disputé à Bad Lauterberg, Adorjan est battu par l'Allemand Robert Hübner 4,5 à 5,5.
En compétitions par équipe, Adorjan participa à six olympiades d'échecs avec la Hongrie (en 1978, puis de 1984 à 1992). Lors de sa première participation, il aida la Hongrie à prendre la médaille d’or à l’Olympiade d'échecs de 1978 devant l'équipe d'Union Soviétique en marquant 2 points sur 4 (quatre parties nulles) au quatrième échiquier. Ses trois participations suivantes en 1984, 1986 et 1988 contribuèrent à chaque fois à donner une place à la Hongrie parmi les cinq premiers.
Lors du championnat du monde d'échecs par équipes de 1985, il marqua 2,5 points en 4 parties au cinquième échiquier et remporta la médaille d'argent par équipe avec la Hongrie.
András Adorján a aussi été le secondant de Garry Kasparov pour son premier championnat du monde (1984-1985) et de Péter Lékó de 1992  à 1999,.
Retiré de la vie des tournois échiquéens, András Adorján meurt le 11 mai 2023,.

## Publications
- Magyarok a dobogón - XIX. Sakkolimpia, Siegen 1970. (szerző többekkel együtt), Sport, 1972.

Depuis la fin des années 1980, Adorján a moins joué et s’est concentré sur l’écriture de livres sur les échecs.
- avec Tamás Horváth : Sicilian, Sveshnikov variation; Pergamon, Oxford, 1987
- avec Jenő Döry : (hu) Ellentámadás a Grünfeld-védelemben. Budapest, Statisztikai Kiadó. 1987
  - (en) Winning With the Grunfeld  (avec Jeno Dory), Collier Books, 1987.  (ISBN 0-02-016080-1)
  - Grünfeld-Indische Verteidigung - richtig gespielt (avec Jeno Döry). T. Beyer, Hollfeld 1989,  (ISBN 3-8916-8009-0)
- Kaszparov fehéren-feketén. Sport, Budapest, 1989.  (ISBN 9632534972)  (ISBN 978-9632534978)
- Quo vadis, Garry? András Adorján analysiert Kasparows Weg. Schachverlag Dreier, Mannheim 1990,  (ISBN 3-9802-5740-1)
- Szicíliai mellékösvények, 1994. (traduit en anglais, allemand, français, espagnol),
- 100 éves a Sakkazértis! Antológia I-II. Magánkiadás, Budapest, 2000.  (ISBN 9636406855)

Il est connu pour sa série de livres traitant des ouvertures pour les noirs et des ouvertures rares :
- Black is OK. Batsford Ltd, Londres 1988,  (ISBN 3-8044-1353-6)  (ISBN 978-0-7134-5790-2)
- Schwarz Ist Super in Sizilianisch Swesch. Black Is OK Books, 1993.  (ISBN 963-04-2653-6)
- Black is OK in Rare Openings, Caissa Books, 1998
- Black is still OK!, Batsford, 2004.  (ISBN 0-713-48870-0)
- Black is OK forever!, Batsford, 2005.  (ISBN 0-7134-8942-1).

## Une partie
Cet article utilise la notation algébrique pour décrire des coups du jeu d'échecs.
Dans les théories d’ouverture, Adorján a laissé son empreinte dans le système du hérisson dans l’ouverture anglaise.
Il a notamment joué la variante (1. c4 g6 2. e4 e5).
Tony Miles-András Adorján, tournoi interzonal, Riga, 1979
Ouverture anglaise, système du hérisson
1. Cf3 Cf6 2. c4 c5 3. g3 b6! 4. Fg2 Fb7 5. 0-0 e6 6. Cc3 Fe7 7. d4 cxd4 8. Dxd4 d6! 9. b3 0-0! 10. Fa3 Ca6! 11. Tfd1 Cc5 12. Tac1 a6 13. b4?! (13. Fb2) Ccd7 14. Fb2 Db8!? 15. Cd2 Fxg2 16. Rxg2 Tc8 17. f3?! (17. Cde4) b5! 18. cxb5 axb5 19. Dd3?! (19. a3) Ce5! 20. Dxb5 Da7! 21. e4?! (21. Da5!) De3! 22. Df1 g5! 23. Tc2? Txa2! 24. Cd5 Txc2! 25. Cxe3 Tcxb2 26. De2 g4! 27. f4 Cxe4 28. Cef1 Cxd2 29. Txd2 Txd2 30. Cxd2 Cf3! 31. Dc4 Txd2+ 32. Rf1 Ff6! 0-1.